# Новано (Ђенова)
Новано је насеље у Италији у округу Ђенова, региону Лигурија.
Према процени из 2011. у насељу је живело 40 становника. Насеље се налази на надморској висини од 154 м.